# Eleven (Cậu bé mất tích)
Eleven (tên lúc chào đời là Jane Ives; sau đó được đổi tên thành Jane Hopper) là nhân vật chính trong loạt phim truyền hình kinh dị khoa học viễn tưởng Stranger Things. Được thủ vai bởi nữ diễn viên Millie Bobby Brown, trong phim, cô có năng lực điều khiển đồ vật bằng ý nghĩ và thần giao cách cảm.

## Tiểu sử
Eleven, con gái của Teresa "Terry" Ives, là người tham gia chương trình thử nghiệm mang tên Project MKUltra của Cục TÌnh báo Trung ương Mỹ (CIA). Dương như ngay từ khi sinh ra Eleven đã được phú cho năng lực ngoại cảm, cùng khả năng điều khiển đồ vật từ xa và thần giao cách cảm. Tuy vậy, mỗi khi cô sử dụng những năng lực này ở cường độ lớn, cô sẽ bị suy yếu tạm thời và mũi chảy máu. Ngay khi chào đời, Tiến sĩ Martin Brenner đã tách Eleven ra khỏi mẹ đẻ và  nuôi lớn cô như là vật thí nghiệm ở Phòng Thí nghiệm Quốc gia Hawkins, nhằm mục đích phát triển các kĩ năng ngoại cảm của cô. Khi được đặt trong bồn chứa nước lắp cảm biến, cô có thể sử dụng kỹ năng quan sát từ xa để tiếp cận các địa điểm khác, chủ yếu nhằm mục đích do thám. Thêm nữa, Eleven có thể đóng mở các cánh cửa, được gọi là "Cổng" (Gate), dẫn tới thế giới song song mang tên Thế giới Đảo ngược (the Upside Down). 